# Lucia Swarts
Lucia Swarts is een Nederlands celliste. Ze studeerde bij Anner Bijlsma aan het Koninklijk Conservatorium te Den Haag. 
In het laatste jaar van haar studie maakte ze haar debuut in de Kleine Zaal in het Concertgebouw in Amsterdam. Swarts heeft zich gespecialiseerd in barokmuziek. Ze is aan het Koninklijk Conservatorium verbonden als hoofdvakdocente moderne cello en barokcello. 
Daarnaast speelt Swarts in diverse ensembles en speelt ze barokcello bij de Nederlandse Bachvereniging.
- Bibliothèque nationale de France: cb13991899b (data)
- Catàleg d'autoritats de noms i títols de Catalunya: 981058510883006706
- CiNii: DA17224603
- Gemeinsame Normdatei: 13500733X
- International Standard Name Identifier: 0000 0001 1929 887X
- Library of Congress Control Number: nr93004377
- MusicBrainz: 386c816f-cc74-414f-983e-38c1c35850c3
- Nationale Bibliotheek van Israël: 987007343177205171
- Virtual International Authority File: 2666315
- WorldCat: E39PBJfRDh4gdhmqbjRGXJTJXd